# الاتحاد الدولي للعلوم الفسيولوجية
الاتحاد الدولي للعلوم الفسيولوجية ( IUPS) هو المنظمة العالمية الشاملة لعلم وظائف الأعضاء .
يهدفُ الاتحاد الدولي للعلوم الفسيولوجية إلى تسهيل المبادرات التي تدعم تخصص علم وظائف الأعضاء. و هو عضو في الاتحادِ العلمي للمجلس الدولي للعلوم (ICSU)،  ومعتمد لدى منظمة الصحة العالمية (WHO). يتكون الاتحاد من 54 عضوًا وطنيًا، و10 أعضاء منتسبين وعضوين منتسبين، و5 أعضاء إقليميين، و5 أعضاء خاصين. يُنظم الإتحاد الدولي للعلوم الفسيولوجية مؤتمرًا دوليًا كل 4 سنوات ،وينشرُ بالتعاونِِ مع الجمعية الفسيولوجية الأمريكية،مجلة المراجعة <i id="mwFA">علم وظائف الأعضاء</i> . وأنشأت مجلة Physiome في عام 2020م لنشر وتنسيق النماذج الرياضية للأنظمة الفسيولوجية .
ومنذُ عامِ 2010م شارك الاتحاد الدولي للعلوم الفسيولوجية في أنشطة متعددة التخصصات لـ Bio-Unions/ICSU .

## الرؤساء السابقين
- 1953-1956 تشارلز بيست
- 1956-1959 (كورنيل هايمانز)
- 1959-1962 برناردو هوساي
- 1962-1968 ج.ل. براون (ج.إل. براون)
- 1968-1971 والاس فين
- 1971-1974 (ينجف زوتيرمان)
- 1974-1980 إريك نيل [5]
- 1980-1986 كنت شميدت نيلسن
- 1986-1993 أندرو هوكسلي
- 1993-1997 ماساو إيتو
- 1997-2001 إيوالد فيبل
- 2001-2005 ألان كاولي
- 2005-2009 أكيميشي كانيكو
- 2009-2017 ديني نوبل
- 2017-2022 جولي تشان [6]

## الأمناء العامون السابقون
- 1953-1959 موريس فيشير
- 1959-1965 والاس فين
- 1965-1971 جيه دبليو دويف
- 1971-1980 روبرت هانسبرجر
- 1980-1986 جي شيرر
- 1986-1993 روبرت ناكيت [7]
- 1993-2001 ديني نوبل
- 2001-2009 أولي بيترسن
- 2010-2017 والتر بورون

## الهيكل
هناك ثمانية لجان 
1. الحركة
2. الدورة الدموية والتنفس
3. الغدد الصماء، الإنجاب والتنمية
4. علم الأعصاب
5. التفريغ والامتصاص
6. الجزيئات والخلايا
7. مقارنة: التطور والتكيف والبيئة
8. الجينوميات والتنوع البيولوجي

## الروابط الخارجية
- الموقع الرسمي لـ IUPS